# Visconde de Santa Cruz
Visconde de Santa Cruz é um título nobiliárquico criado por D. Maria II de Portugal, por Decreto de 15 de Outubro de 1851, em favor de António Manuel de Noronha.
Titulares
1. António Manuel de Noronha, 1.º Visconde de Santa Cruz;
2. António Eduardo Alves de Noronha, 2.º Visconde de Santa Cruz.

Após a Implantação da República Portuguesa, e com o fim do sistema nobiliárquico, usou o título: 
1. Henrique Eduardo Vosgien de Noronha, 3.º Visconde de Santa Cruz.

Visconde de Santa Cruz é um título nobiliárquico criado por D. Luís I de Portugal, por Decreto de 21 de Abril de 1870, em favor de José Maria de Carvalho.
Titulares
1. José Maria de Carvalho, 1.º Visconde de Santa Cruz.